# جک ساورتی
جووانی ادگار چارلز گالتو-ساورتی (به انگلیسی: Giovanni Edgar Charles Galletto-Savoretti) زاده ۱۰ اکتبر ۱۹۸۳، معروف به جک ساورتی، خواننده، ترانه‌سرا و نوازنده آکوستیک انگلیسی است. وی از سال ۲۰۰۵ میلادی مشغول به فعالیت بوده است. «آواز خواندن برای غریبه‌ها» اولین آلبوم از وی بود که به چارت آلبوم‌های بریتانیا راه یافت.
ساورتی در وست مینستر از پدری ایتالیایی و مادری نیمه آلمانی-نیمه لهستانی متولد شد. پیش از آنکه به لوگانو، شهری در سوئیس در نزدیکی مرز ایتالیا برود، در لندن بزرگ شد. او در دوران کودکی به اروپا نقل مکان کرد و تحصیلات خود را در یک مدرسه آمریکایی در سوئیس به پایان رسانید و در آنجا لهجه ای که تحت عنوان «transatlantic mutt» توصیف می‌کند، برداشت.
در نوجوانی به شعر علاقه داشت.
```
«من تمام وقت [شعر] می‌نوشتم، این کاری بود که باید انجام می‌شد، زیر یک درخت با یک دفترچه یادداشت بنشینید، به جای دیگری در ذهن خود بروید. [به گمانم] من در بین ابرها بودم.»
```

هنگامی که مادرش به او گیتار هدیه داد و به او پیشنهاد کرد برخی از اشعار خود را به موسیقی درآورد. جک شگفت زده شده و می‌گوید:
```
«وقتی شما آواز می‌خوانید، مردم بیشتر از وقتی که شما شعر می‌خوانید، به شما گوش می‌دهند. پس از آن، من نمی‌توانستم متوقف شوم، این سرودن مداوم بود، هر روز، تقریباً به نوعی گفتگو و شیوه تعامل من با جهان تبدیل می‌شد.»
[
۴
]
```

## زندگی شخصی
پدربزرگ و مادربزرگ ساورتی در طول جنگ جهانی دوم در کوه‌های نزدیک جنوا ایتالیا مخفی شدند. پدربزرگ وی پس از مرگ توسط شهر به عنوان رئیس جنبش حزبی که جنوا و آن منطقه از ایتالیا را از فاشیسم آزاد کرد، شناخته شد. متعاقباً یک خیابان در جنوا به یاد او نامگذاری شده است.
او تسلط کامل بر زبان ایتالیایی دارد.
ساورتی با بازیگر بریتانیایی جما پاول ازدواج کرده است. آنها به همراه سه فرزندشان در آکسفوردشایر زندگی می‌کنند. ساورتی همچنین دارای یک خانه در فورمنتارا در جزایر بالئاریک است.
وی یکی از طرفداران باشگاه فوتبال ایتالیا است که این موضوع در نماهنگ تک آهنگ «خانه» مشهود است.

## ترانه‌شناسی
ساورتی تا بحال ۷ آلبوم استودیویی منتشر کرده است.
- در میان خیالات (به انگلیسی:Between the Minds)، (۲۰۰۷)
- سخت‌تر از آسان (به انگلیسی:Harder Than Easy)، (۲۰۰۹)
- قبل از طوفان (به انگلیسی:Before the Storm)، (۲۰۱۲)
- نوشتن در زخم‌ها (به انگلیسی:Written in Scars)، (۲۰۱۵)
- دیگه نخواب (به انگلیسی:Sleep No More)، (۲۰۱۶)
- آواز خواندن برای غریبه‌ها (به انگلیسی: Singing to Strangers)، (۲۰۱۹)
- یوروپیا (به انگلیسی:Europiana) ،(۲۰۲۱)